# Qualificazioni al campionato europeo femminile under 19 di calcio 2013
Le qualificazioni al Campionato europeo femminile under 19 di calcio 2013 prevedono due fasi. Nella prima 40 squadre sono state divise in 10 gironi di 4. Le prime due classificate di ogni girone e la migliore terza si sono qualificate per la seconda fase, a cui erano ammesse direttamente Germania, Francia e Inghilterra.

Le 24 squadre rimaste verranno divise in 6 gironi di 4. Le vincitrici di ogni girone e la migliore seconda classificata si qualificheranno per la fase finale

## Primo turno
Le partite si sono disputate dal 20 al 25 ottobre 2012.

### Gruppo 1
Giocato in Serbia.
| Pos. | Squadra  | Pt | G | V | N | P | GF | GS | DR  |
| ---- | -------- | -- | - | - | - | - | -- | -- | --- |
| 1.   | Irlanda  | 9  | 3 | 3 | 0 | 0 | 17 | 2  | +15 |
| 2.   | Serbia   | 6  | 3 | 2 | 0 | 1 | 27 | 3  | +24 |
| 3.   | Cipro    | 3  | 3 | 1 | 0 | 2 | 1  | 13 | -12 |
| 4.   | Lettonia | 0  | 3 | 0 | 0 | 3 | 0  | 27 | -27 |

| Data       | Ora         | Partita  | Partita | Partita  |
| ---------- | ----------- | -------- | ------- | -------- |
| 20-10-2012 | 14:30 UTC+2 | Irlanda  | 3 - 0   | Cipro    |
| 20-10-2012 | 14:30 UTC+2 | Serbia   | 15 - 0  | Lettonia |
| 22-10-2012 | 14:30 UTC+2 | Irlanda  | 11 - 0  | Lettonia |
| 22-10-2012 | 14:30 UTC+2 | Cipro    | 0 - 10  | Serbia   |
| 25-10-2012 | 14:00 UTC+2 | Serbia   | 2 - 3   | Irlanda  |
| 25-10-2012 | 14:00 UTC+2 | Lettonia | 0 - 1   | Cipro    |

### Gruppo 2
Giocato in Austria.
| Pos. | Squadra    | Pt | G | V | N | P | GF | GS | DR  |
| ---- | ---------- | -- | - | - | - | - | -- | -- | --- |
| 1.   | Italia     | 7  | 3 | 2 | 1 | 0 | 10 | 1  | +9  |
| 2.   | Austria    | 6  | 3 | 2 | 0 | 1 | 7  | 4  | +3  |
| 3.   | Grecia     | 4  | 3 | 1 | 1 | 1 | 5  | 3  | +2  |
| 4.   | Kazakistan | 0  | 3 | 0 | 0 | 3 | 0  | 14 | -14 |

| Data       | Ora         | Partita    | Partita | Partita    |
| ---------- | ----------- | ---------- | ------- | ---------- |
| 20-10-2012 | 11:00 UTC+2 | Italia     | 6 - 0   | Kazakistan |
| 20-10-2012 | 15:00 UTC+2 | Austria    | 2 - 1   | Grecia     |
| 22-10-2012 | 12:00 UTC+2 | Grecia     | 1 - 1   | Italia     |
| 22-10-2012 | 15:00 UTC+2 | Austria    | 5 - 0   | Kazakistan |
| 25-10-2012 | 14:00 UTC+2 | Italia     | 3 - 0   | Austria    |
| 25-10-2012 | 14:00 UTC+2 | Kazakistan | 0 - 3   | Grecia     |

### Gruppo 3
Giocato in Croazia.
| Pos. | Squadra | Pt | G | V | N | P | GF | GS | DR  |
| ---- | ------- | -- | - | - | - | - | -- | -- | --- |
| 1.   | Ucraina | 7  | 3 | 2 | 1 | 0 | 12 | 1  | +11 |
| 2.   | Belgio  | 7  | 3 | 2 | 1 | 0 | 5  | 0  | +5  |
| 3.   | Croazia | 3  | 3 | 1 | 0 | 2 | 5  | 4  | +1  |
| 4.   | Fær Øer | 0  | 3 | 0 | 0 | 3 | 1  | 18 | -17 |

| Data       | Ora         | Partita | Partita | Partita |
| ---------- | ----------- | ------- | ------- | ------- |
| 20-10-2012 | 14:00 UTC+2 | Ucraina | 10 - 0  | Fær Øer |
| 20-10-2012 | 15:30 UTC+2 | Belgio  | 1 - 0   | Croazia |
| 22-10-2012 | 14:00 UTC+2 | Ucraina | 2 - 1   | Croazia |
| 22-10-2012 | 14:00 UTC+2 | Fær Øer | 0 - 4   | Belgio  |
| 25-10-2012 | 14:00 UTC+2 | Belgio  | 0 - 0   | Ucraina |
| 25-10-2012 | 14:00 UTC+2 | Croazia | 4 - 1   | Fær Øer |

### Gruppo 4
Giocato in Ungheria.
| Pos. | Squadra          | Pt | G | V | N | P | GF | GS | DR  |
| ---- | ---------------- | -- | - | - | - | - | -- | -- | --- |
| 1.   | Irlanda del Nord | 9  | 3 | 3 | 0 | 0 | 9  | 2  | +7  |
| 2.   | Ungheria         | 6  | 3 | 2 | 0 | 1 | 8  | 5  | +3  |
| 3.   | Polonia          | 3  | 3 | 1 | 0 | 2 | 11 | 5  | +6  |
| 4.   | Lituania         | 0  | 3 | 0 | 0 | 3 | 0  | 16 | -16 |

| Data       | Ora         | Partita          | Partita | Partita          |
| ---------- | ----------- | ---------------- | ------- | ---------------- |
| 20-10-2012 | 14:00 UTC+2 | Ungheria         | 3 - 0   | Lituania         |
| 20-10-2012 | 14:00 UTC+2 | Polonia          | 0 - 2   | Irlanda del Nord |
| 22-10-2012 | 14:00 UTC+2 | Ungheria         | 2 - 3   | Irlanda del Nord |
| 22-10-2012 | 14:00 UTC+2 | Lituania         | 0 - 9   | Polonia          |
| 25-10-2012 | 14:00 UTC+2 | Polonia          | 2 - 3   | Ungheria         |
| 25-10-2012 | 14:00 UTC+2 | Irlanda del Nord | 4 - 0   | Lituania         |

### Gruppo 5
Giocato in Turchia.
| Pos. | Squadra     | Pt | G | V | N | P | GF | GS | DR  |
| ---- | ----------- | -- | - | - | - | - | -- | -- | --- |
| 1.   | Norvegia    | 9  | 3 | 3 | 0 | 0 | 5  | 1  | +4  |
| 2.   | Scozia      | 6  | 3 | 2 | 0 | 1 | 10 | 1  | +9  |
| 3.   | Turchia     | 3  | 3 | 1 | 0 | 2 | 2  | 4  | -2  |
| 4.   | Bielorussia | 0  | 3 | 0 | 0 | 3 | 1  | 12 | -11 |

| Data       | Ora         | Partita     | Partita | Partita     |
| ---------- | ----------- | ----------- | ------- | ----------- |
| 20-10-2012 | 14:00 UTC+3 | Scozia      | 8 - 0   | Bielorussia |
| 20-10-2012 | 16:00 UTC+3 | Norvegia    | 2 - 0   | Turchia     |
| 22-10-2012 | 14:00 UTC+3 | Norvegia    | 2 - 1   | Bielorussia |
| 22-10-2012 | 16:00 UTC+3 | Turchia     | 0 - 2   | Scozia      |
| 25-10-2012 | 15:00 UTC+3 | Scozia      | 0 - 1   | Norvegia    |
| 25-10-2012 | 15:00 UTC+3 | Bielorussia | 0 - 2   | Turchia     |

### Gruppo 6
Giocato in Danimarca.
| Pos. | Squadra    | Pt | G | V | N | P | GF | GS | DR  |
| ---- | ---------- | -- | - | - | - | - | -- | -- | --- |
| 1.   | Danimarca  | 9  | 3 | 3 | 0 | 0 | 19 | 1  | +18 |
| 2.   | Islanda    | 6  | 3 | 2 | 0 | 1 | 10 | 3  | +7  |
| 3.   | Slovacchia | 1  | 3 | 0 | 1 | 2 | 1  | 10 | -9  |
| 4.   | Moldavia   | 1  | 3 | 0 | 1 | 2 | 1  | 17 | -16 |

| Data       | Ora         | Partita    | Partita | Partita    |
| ---------- | ----------- | ---------- | ------- | ---------- |
| 20-10-2012 | 12:00 UTC+2 | Islanda    | 4 - 0   | Slovacchia |
| 20-10-2012 | 15:00 UTC+2 | Danimarca  | 11 - 0  | Moldavia   |
| 22-10-2012 | 14:00 UTC+2 | Danimarca  | 5 - 0   | Slovacchia |
| 22-10-2012 | 14:00 UTC+2 | Moldavia   | 0 - 5   | Islanda    |
| 25-10-2012 | 14:00 UTC+2 | Islanda    | 1 - 3   | Danimarca  |
| 25-10-2012 | 14:00 UTC+2 | Slovacchia | 1 - 1   | Moldavia   |

### Gruppo 7
Giocato in Bulgaria.
| Pos. | Squadra   | Pt | G | V | N | P | GF | GS | DR  |
| ---- | --------- | -- | - | - | - | - | -- | -- | --- |
| 1.   | Finlandia | 9  | 3 | 3 | 0 | 0 | 19 | 2  | +17 |
| 2.   | Spagna    | 6  | 3 | 2 | 0 | 1 | 24 | 1  | +23 |
| 3.   | Bulgaria  | 3  | 3 | 1 | 0 | 2 | 3  | 14 | -11 |
| 4.   | Estonia   | 0  | 3 | 0 | 0 | 3 | 1  | 30 | -29 |

| Data       | Ora         | Partita   | Partita | Partita   |
| ---------- | ----------- | --------- | ------- | --------- |
| 20-10-2012 | 15:00 UTC+3 | Spagna    | 16 - 0  | Estonia   |
| 20-10-2012 | 15:00 UTC+3 | Finlandia | 6 - 0   | Bulgaria  |
| 22-10-2012 | 15:00 UTC+3 | Spagna    | 7 - 0   | Bulgaria  |
| 22-10-2012 | 15:00 UTC+3 | Estonia   | 0 - 11  | Finlandia |
| 25-10-2012 | 15:00 UTC+3 | Finlandia | 2 - 1   | Spagna    |
| 25-10-2012 | 15:00 UTC+3 | Bulgaria  | 3 - 1   | Estonia   |

### Gruppo 8
Giocato in Bosnia ed Erzegovina.
| Pos. | Squadra              | Pt | G | V | N | P | GF | GS | DR  |
| ---- | -------------------- | -- | - | - | - | - | -- | -- | --- |
| 1.   | Rep. Ceca            | 7  | 3 | 2 | 1 | 0 | 17 | 3  | +14 |
| 2.   | Portogallo           | 7  | 3 | 2 | 1 | 0 | 5  | 3  | +2  |
| 3.   | Bosnia ed Erzegovina | 3  | 3 | 1 | 0 | 2 | 3  | 7  | -4  |
| 4.   | Macedonia            | 0  | 3 | 0 | 0 | 3 | 1  | 13 | -12 |

| Data       | Ora         | Partita              | Partita | Partita              |
| ---------- | ----------- | -------------------- | ------- | -------------------- |
| 20-10-2012 | 14:30 UTC+2 | Rep. Ceca            | 6 - 1   | Bosnia ed Erzegovina |
| 20-10-2012 | 14:30 UTC+2 | Portogallo           | 2 - 1   | Macedonia            |
| 22-10-2012 | 14:30 UTC+2 | Rep. Ceca            | 9 - 0   | Macedonia            |
| 22-10-2012 | 14:30 UTC+2 | Bosnia ed Erzegovina | 0 - 1   | Portogallo           |
| 25-10-2012 | 14:00 UTC+2 | Portogallo           | 2 - 2   | Rep. Ceca            |
| 25-10-2012 | 14:00 UTC+2 | Macedonia            | 0 - 2   | Bosnia ed Erzegovina |

### Gruppo 9
Giocato in Russia.
| Pos. | Squadra     | Pt | G | V | N | P | GF | GS | DR  |
| ---- | ----------- | -- | - | - | - | - | -- | -- | --- |
| 1.   | Svezia      | 7  | 3 | 2 | 1 | 0 | 16 | 0  | +16 |
| 2.   | Russia      | 5  | 3 | 1 | 2 | 0 | 6  | 1  | +5  |
| 3.   | Slovenia    | 4  | 3 | 1 | 1 | 1 | 7  | 7  | 0   |
| 4.   | Azerbaigian | 0  | 3 | 0 | 0 | 3 | 0  | 22 | -22 |

| Data       | Ora         | Partita     | Partita | Partita     |
| ---------- | ----------- | ----------- | ------- | ----------- |
| 20-10-2012 | 13:00 UTC+4 | Svezia      | 6 - 0   | Slovenia    |
| 20-10-2012 | 16:00 UTC+4 | Russia      | 5 - 0   | Azerbaigian |
| 22-10-2012 | 13:00 UTC+4 | Svezia      | 10 - 0  | Azerbaigian |
| 22-10-2012 | 16:00 UTC+4 | Slovenia    | 1 - 1   | Russia      |
| 25-10-2012 | 16:00 UTC+4 | Russia      | 0 - 0   | Svezia      |
| 25-10-2012 | 16:00 UTC+4 | Azerbaigian | 0 - 6   | Slovenia    |

### Gruppo 10
Giocato in Svizzera.
| Pos. | Squadra     | Pt | G | V | N | P | GF | GS | DR |
| ---- | ----------- | -- | - | - | - | - | -- | -- | -- |
| 1.   | Svizzera    | 9  | 3 | 3 | 0 | 0 | 11 | 2  | +9 |
| 2.   | Paesi Bassi | 6  | 3 | 2 | 0 | 1 | 8  | 6  | +2 |
| 3.   | Romania     | 3  | 3 | 1 | 0 | 2 | 3  | 5  | -2 |
| 4.   | Israele     | 0  | 3 | 0 | 0 | 3 | 0  | 9  | -9 |

| Data       | Ora         | Partita     | Partita | Partita     |
| ---------- | ----------- | ----------- | ------- | ----------- |
| 20-10-2012 | 16:00 UTC+2 | Svizzera    | 5 - 0   | Israele     |
| 20-10-2012 | 18:00 UTC+2 | Paesi Bassi | 4 - 1   | Romania     |
| 22-10-2012 | 19:00 UTC+2 | Paesi Bassi | 2 - 0   | Israele     |
| 22-10-2012 | 19:00 UTC+2 | Romania     | 0 - 1   | Svizzera    |
| 25-10-2012 | 14:00 UTC+2 | Svizzera    | 5 - 2   | Paesi Bassi |
| 25-10-2012 | 14:00 UTC+2 | Israele     | 0 - 2   | Romania     |

### Confronto tra le terze classificate
Si tiene conto solo dei risultati ottenuti contro le prime due classificate del girone.
| Gr. | Squadra              | Pt | G | V | N | P | GF | GS | DR  |
| --- | -------------------- | -- | - | - | - | - | -- | -- | --- |
| 2   | Grecia               | 1  | 2 | 0 | 1 | 1 | 2  | 3  | -1  |
| 9   | Slovenia             | 1  | 2 | 0 | 1 | 1 | 1  | 7  | -6  |
| 3   | Croazia              | 0  | 2 | 0 | 0 | 2 | 1  | 3  | -2  |
| 4   | Polonia              | 0  | 2 | 0 | 0 | 2 | 2  | 5  | -3  |
| 10  | Romania              | 0  | 2 | 0 | 0 | 2 | 1  | 5  | -4  |
| 5   | Turchia              | 0  | 2 | 0 | 0 | 2 | 0  | 4  | -4  |
| 8   | Bosnia ed Erzegovina | 0  | 2 | 0 | 0 | 2 | 1  | 7  | -6  |
| 6   | Slovacchia           | 0  | 2 | 0 | 0 | 2 | 0  | 9  | -9  |
| 1   | Cipro                | 0  | 2 | 0 | 0 | 2 | 0  | 13 | -13 |
| 7   | Bulgaria             | 0  | 2 | 0 | 0 | 2 | 0  | 13 | -13 |

## Secondo turno

### Gruppo 1
Giocato nei Paesi Bassi.
| Pos. | Squadra     | Pt | G | V | N | P | GF | GS | DR |
| ---- | ----------- | -- | - | - | - | - | -- | -- | -- |
| 1.   | Svezia      | 7  | 3 | 2 | 1 | 0 | 5  | 2  | +3 |
| 2.   | Irlanda     | 6  | 3 | 2 | 0 | 1 | 3  | 3  | 0  |
| 3.   | Paesi Bassi | 3  | 3 | 1 | 0 | 2 | 3  | 3  | 0  |
| 4.   | Italia      | 1  | 3 | 0 | 1 | 2 | 2  | 5  | -3 |

| Data     | Ora         | Partita     | Partita | Partita     |
| -------- | ----------- | ----------- | ------- | ----------- |
| 4-4-2013 | 16:30 UTC+2 | Irlanda     | 1 - 0   | Italia      |
| 4-4-2013 | 18:30 UTC+2 | Svezia      | 1 - 0   | Paesi Bassi |
| 6-4-2013 | 15:30 UTC+2 | Italia      | 2 - 2   | Svezia      |
| 6-4-2013 | 17:30 UTC+2 | Irlanda     | 2 - 1   | Paesi Bassi |
| 9-4-2013 | 17:00 UTC+2 | Svezia      | 2 - 0   | Irlanda     |
| 9-4-2013 | 17:00 UTC+2 | Paesi Bassi | 2 - 0   | Italia      |

### Gruppo 2
Giocato in Belgio.
| Pos. | Squadra  | Pt | G | V | N | P | GF | GS | DR  |
| ---- | -------- | -- | - | - | - | - | -- | -- | --- |
| 1.   | Francia  | 9  | 3 | 3 | 0 | 0 | 11 | 1  | +10 |
| 2.   | Belgio   | 6  | 3 | 2 | 0 | 1 | 3  | 2  | +1  |
| 3.   | Svizzera | 3  | 3 | 1 | 0 | 2 | 4  | 5  | -1  |
| 4.   | Russia   | 0  | 3 | 0 | 0 | 3 | 1  | 11 | -10 |

| Data     | Ora         | Partita  | Partita | Partita  |
| -------- | ----------- | -------- | ------- | -------- |
| 4-4-2013 | 15:30 UTC+2 | Svizzera | 4 - 0   | Russia   |
| 4-4-2013 | 19:00 UTC+2 | Francia  | 2 - 0   | Belgio   |
| 6-4-2013 | 15:30 UTC+2 | Belgio   | 2 - 0   | Svizzera |
| 6-4-2013 | 17:00 UTC+2 | Francia  | 6 - 1   | Russia   |
| 9-4-2013 | 17:00 UTC+2 | Svizzera | 0 - 3   | Francia  |
| 9-4-2013 | 17:00 UTC+2 | Russia   | 0 - 1   | Belgio   |

### Gruppo 3
Giocato in Scozia.
| Pos. | Squadra   | Pt | G | V | N | P | GF | GS | DR |
| ---- | --------- | -- | - | - | - | - | -- | -- | -- |
| 1.   | Danimarca | 9  | 3 | 3 | 0 | 0 | 6  | 1  | +5 |
| 2.   | Scozia    | 6  | 3 | 2 | 0 | 1 | 8  | 3  | +5 |
| 3.   | Ucraina   | 1  | 3 | 0 | 1 | 2 | 2  | 7  | -5 |
| 4.   | Austria   | 1  | 3 | 0 | 1 | 2 | 1  | 6  | -5 |

| Data     | Ora         | Partita   | Partita | Partita   |
| -------- | ----------- | --------- | ------- | --------- |
| 4-4-2013 | 19:00 UTC+1 | Danimarca | 1 - 0   | Scozia    |
| 4-4-2013 | 19:00 UTC+1 | Ucraina   | 0 - 0   | Austria   |
| 6-4-2013 | 11:00 UTC+1 | Danimarca | 2 - 1   | Austria   |
| 6-4-2013 | 16:00 UTC+1 | Scozia    | 4 - 2   | Ucraina   |
| 9-4-2013 | 16:00 UTC+1 | Ucraina   | 0 - 3   | Danimarca |
| 9-4-2013 | 16:00 UTC+1 | Austria   | 0 - 4   | Scozia    |

### Gruppo 4
Giocato in Norvegia.
| Pos. | Squadra     | Pt | G | V | N | P | GF | GS | DR |
| ---- | ----------- | -- | - | - | - | - | -- | -- | -- |
| 1.   | Inghilterra | 6  | 3 | 2 | 0 | 1 | 10 | 5  | +5 |
| 2.   | Norvegia    | 6  | 3 | 2 | 0 | 1 | 12 | 5  | +7 |
| 3.   | Ungheria    | 3  | 3 | 1 | 0 | 2 | 4  | 13 | -9 |
| 4.   | Serbia      | 3  | 3 | 1 | 0 | 2 | 10 | 13 | -3 |

| Data     | Ora         | Partita     | Partita | Partita     |
| -------- | ----------- | ----------- | ------- | ----------- |
| 4-4-2013 | 14:00 UTC+2 | Inghilterra | 4 - 5   | Serbia      |
| 4-4-2013 | 18:00 UTC+2 | Norvegia    | 7 - 0   | Ungheria    |
| 6-4-2013 | 13:00 UTC+2 | Serbia      | 2 - 5   | Norvegia    |
| 6-4-2013 | 17:00 UTC+2 | Inghilterra | 3 - 0   | Ungheria    |
| 9-4-2013 | 17:00 UTC+2 | Norvegia    | 0 - 3   | Inghilterra |
| 9-4-2013 | 17:00 UTC+2 | Ungheria    | 4 - 3   | Serbia      |

### Gruppo 5
Giocato in Portogallo.
| Pos. | Squadra          | Pt | G | V | N | P | GF | GS | DR |
| ---- | ---------------- | -- | - | - | - | - | -- | -- | -- |
| 1.   | Finlandia        | 9  | 3 | 3 | 0 | 0 | 8  | 1  | +7 |
| 2.   | Islanda          | 4  | 3 | 1 | 1 | 1 | 2  | 2  | 0  |
| 3.   | Portogallo       | 3  | 3 | 1 | 0 | 2 | 3  | 3  | 0  |
| 4.   | Irlanda del Nord | 1  | 3 | 0 | 1 | 2 | 1  | 8  | -7 |

| Data     | Ora         | Partita          | Partita | Partita          |
| -------- | ----------- | ---------------- | ------- | ---------------- |
| 4-4-2013 | 16:00 UTC+1 | Finlandia        | 2 - 1   | Portogallo       |
| 4-4-2013 | 16:00 UTC+1 | Irlanda del Nord | 1 - 1   | Islanda          |
| 6-4-2013 | 16:00 UTC+1 | Finlandia        | 1 - 0   | Islanda          |
| 6-4-2013 | 16:00 UTC+1 | Portogallo       | 2 - 0   | Irlanda del Nord |
| 9-4-2013 | 16:00 UTC+1 | Irlanda del Nord | 0 - 5   | Finlandia        |
| 9-4-2013 | 16:00 UTC+1 | Islanda          | 1 - 0   | Portogallo       |

### Gruppo 6
Giocato in Germania.
| Pos. | Squadra   | Pt | G | V | N | P | GF | GS | DR  |
| ---- | --------- | -- | - | - | - | - | -- | -- | --- |
| 1.   | Germania  | 9  | 3 | 3 | 0 | 0 | 16 | 1  | +15 |
| 2.   | Rep. Ceca | 3  | 3 | 1 | 0 | 2 | 3  | 7  | -4  |
| 3.   | Spagna    | 3  | 3 | 1 | 0 | 2 | 5  | 6  | -1  |
| 4.   | Grecia    | 3  | 3 | 1 | 0 | 2 | 3  | 13 | -10 |

| Data     | Ora         | Partita   | Partita | Partita   |
| -------- | ----------- | --------- | ------- | --------- |
| 4-4-2013 | 11:00 UTC+2 | Germania  | 2 - 1   | Spagna    |
| 4-4-2013 | 14:00 UTC+2 | Rep. Ceca | 2 - 0   | Grecia    |
| 6-4-2013 | 11:00 UTC+2 | Germania  | 9 - 0   | Grecia    |
| 6-4-2013 | 14:00 UTC+2 | Spagna    | 2 - 1   | Rep. Ceca |
| 9-4-2013 | 17:00 UTC+2 | Rep. Ceca | 0 - 5   | Germania  |
| 9-4-2013 | 17:00 UTC+2 | Grecia    | 3 - 2   | Spagna    |

### Confronto tra le seconde classificate
Si tiene conto solo dei risultati ottenuti contro la prima e la terza classificata del girone.
| Gr. | Squadra   | Pt | G | V | N | P | GF | GS | DR |
| --- | --------- | -- | - | - | - | - | -- | -- | -- |
| 4   | Norvegia  | 3  | 2 | 1 | 0 | 1 | 7  | 3  | +4 |
| 3   | Scozia    | 3  | 2 | 1 | 0 | 1 | 4  | 3  | +1 |
| 2   | Belgio    | 3  | 2 | 1 | 0 | 1 | 2  | 2  | 0  |
| 5   | Islanda   | 3  | 2 | 1 | 0 | 1 | 1  | 1  | 0  |
| 1   | Irlanda   | 3  | 2 | 1 | 0 | 1 | 2  | 3  | -1 |
| 6   | Rep. Ceca | 0  | 2 | 0 | 0 | 2 | 1  | 7  | -6 |